# Polyxena von Pernstein
Polyxena von Pernstein (1566 – Praga, 24 maggio 1642) è stata una nobile ceca.

## Biografia
Nota come principessa Polyxena di Lobkowicz, era figlia di Vratislav von Pernstein, della nobile famiglia Pernstein, Gran Cancelliere di Boemia, e di Maria Maximiliana Manrique de Lara y Briceno (1538-1608).
Fu politicamente attiva e in stile principessa della casa di Lobkowicz. Svolse un ruolo importante come canale tra le famiglie nobili della Boemia e la corte imperiale di Vienna attraverso i suoi buoni rapporti con l'inviato spagnolo durante la controriforma in Boemia, dopo il 1618.
La famosa statua religiosa del Bambino Gesù di Praga, nella Chiesa di Santa Maria della Vittoria di Praga, fu donata da Polyxena ai Carmelitani Scalzi nel 1628. 

## Matrimoni e Discendenza
Sposò prima nel 1587 Wilhelm von Rosenberg, poi, nel 1603, il cancelliere imperiale Zdenek Adalbert von Lobkowicz. Ebbe un figlio, Wenzel Eusebius von Lobkowicz. 
È l'antenata di diverse famiglie reali, tra cui quella degli imperatori russi, i re di Danimarca e Inghilterra e altri.

## Ascendenza
|                                  |                                   |                             | Genitori |  |  | Nonni                    |  |  | Bisnonni                  |  |
|                                  |                                   |                             |          |  |  | Giovanni IV di Pernstein |  |  | Guglielmo II di Pernstein |  |
|                                  |                                   |                             |          |  |  | Giovanni IV di Pernstein |  |  | Guglielmo II di Pernstein |  |
|                                  |                                   | Giovanna di Liblitz         |          |  |  | Giovanni IV di Pernstein |  |  |                           |  |
| Vratislav von Pernstein          |                                   |                             |          |  |  | Giovanni IV di Pernstein |  |  |                           |  |
|                                  |                                   | Hedwig von Schellenberg     | …        |  |  |                          |  |  |                           |  |
|                                  |                                   | Hedwig von Schellenberg     | …        |  |  |                          |  |  |                           |  |
|                                  |                                   | Hedwig von Schellenberg     | …        |  |  |                          |  |  |                           |  |
| Polyxena Von Pernstein           |                                   | Hedwig von Schellenberg     |          |  |  |                          |  |  |                           |  |
|                                  | García Manrique de Lara y Mendoza | …                           |          |  |  |                          |  |  |                           |  |
|                                  | García Manrique de Lara y Mendoza | …                           |          |  |  |                          |  |  |                           |  |
|                                  | García Manrique de Lara y Mendoza | …                           |          |  |  |                          |  |  |                           |  |
| Maria Manrique de Lara y Mendoza | García Manrique de Lara y Mendoza |                             |          |  |  |                          |  |  |                           |  |
|                                  |                                   | Isabel de Briceño y Arévalo | …        |  |  |                          |  |  |                           |  |
|                                  |                                   | Isabel de Briceño y Arévalo | …        |  |  |                          |  |  |                           |  |
|                                  |                                   | Isabel de Briceño y Arévalo | …        |  |  |                          |  |  |                           |  |
|                                  |                                   | Isabel de Briceño y Arévalo |          |  |  |                          |  |  |                           |  |